# Jardín Botánico de Adiopodoumé

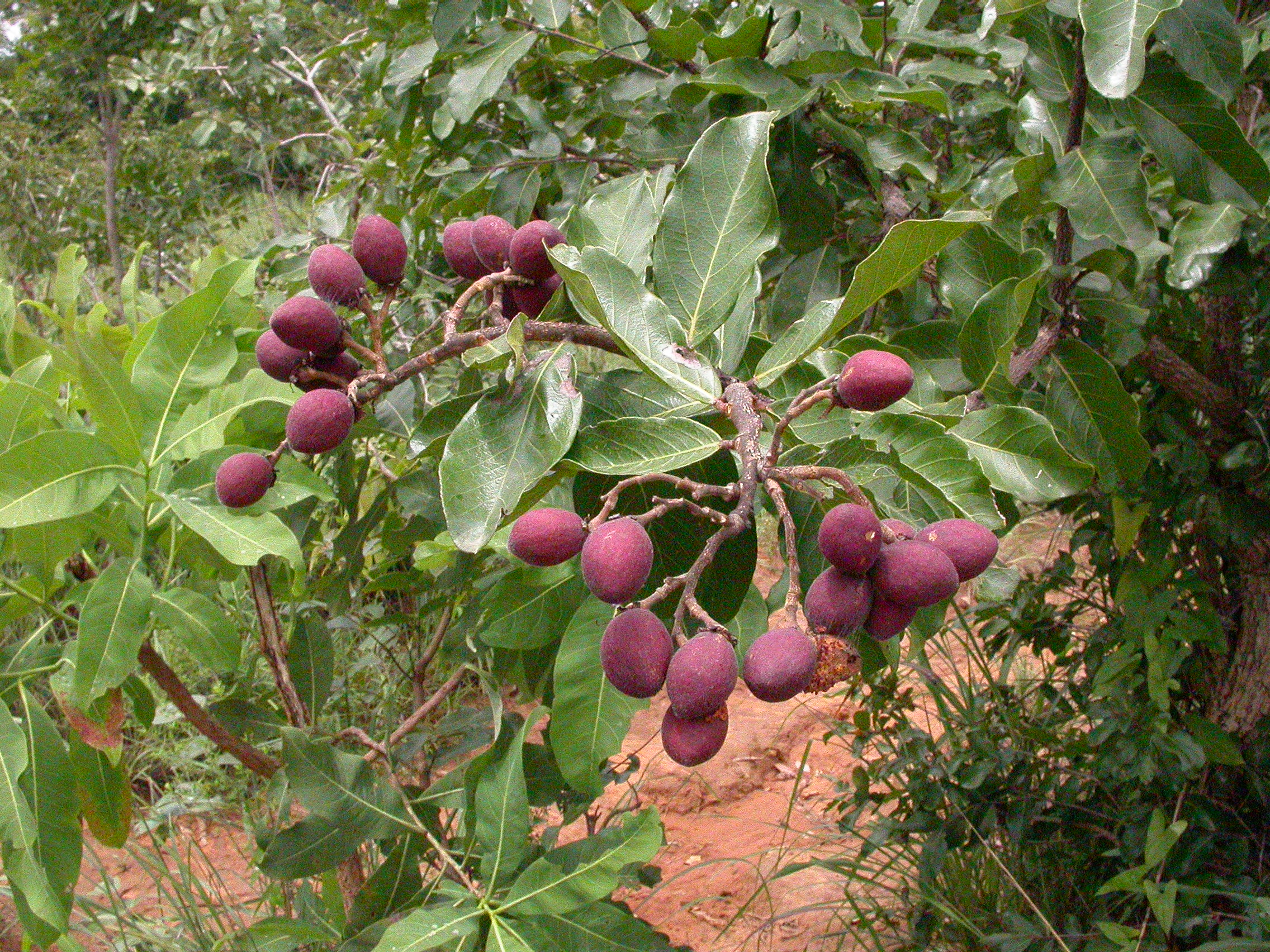
Maranthes polyandra, planta nativa de Costa de Marfil.

El Jardín Botánico de Adiopodoumé en inglés: Garden of Adiopodoume en francés: Jardin de Adiopodoumé, es un jardín botánico y Jardín de pruebas, para la investigación, que se encuentra en Abiyán, Costa de Marfil.

## Localización
Garden of Adiopodoume Laboratoire de Botanique, O.R.S.T.O.M., B.P. V-15, Abidjan-Abiyán 01, Cote d'Ivoire/Ivory Coast-Costa de Marfil

## Historia
Durante la década de 1890 se establecieron una serie de institutos de investigación en todos los territorios africanos por parte de los colonizadores, originalmente como “jardines experimentales”. 
Después de la Primera Guerra Mundial, la mayor parte de estos jardines evolucionaron a estaciones de experimentación que se centraron en un número muy concreto de cultivos para cosechas. Cuando las colonias francesas en África occidental ganaron la independencia política a finales de la década de 1950, el sistema regional francés de investigación se derrumbó. No fue el caso en Costa de Marfil, pues la hora de la independencia, la mayor parte de las instalaciones de investigación agrícola de Costa de Marfil fueron manejadas y equipadas de personal por los institutos de investigación tropicales franceses, y dada la carencia del personal indígena entrenado para continuar estos programas, se firmaron acuerdos bilaterales por los cuales los institutos franceses continuaran manejando las estaciones con la financiación común. 
La mayor parte de las colonias francesas anteriores intentaron nacionalizar sus sistemas de investigación agrícola a finales de la década de 1960 y comienzos de los años 70, pero Costa de Marfil eligió continuar una estrecha colaboración con institutos tales como ORSTOM y el grupo de estudio e investigación para el desarrollo agrícola tropical (precursor de GERDAT, de CIRAD) por un periodo de tiempo mucho más largo. 
Durante los años 80 y 90, ocurrieron otros cambios institucionales que plantearon una salida de las tendencias anteriores. El CIRT fue creado en 1981 para reconducir la investigación sobre el proceso de los productos agrícolas; seguido en 1982 por IDESSA que asumió gradualmente el control de actividades e instalaciones locales de investigación francesas en la zona de la sabana; en 1992, IDEFOR substituyó a varios de los institutos franceses existentes que dirigían la investigación en silvicultura; y en 1998, el CIRT, IDESSA, e IDEFOR fueron agrupados para reconvertirse en el Centre National de Recherche Agricole CNRA (Centro Nacional de Investigaciones Agrícolas).

## Colecciones
Tiene varias colecciones de plantas nativas de Costa de Marfil, especialmente árboles de interés económico tanto maderables como de aprovechamiento agrícola y frutales.